# Esteban José Valdivia Cabrera
Esteban José Valdivia Cabrera (Algeciras, 4 de diciembre de 1898-1963) fue un periodista y escritor español.
En su juventud escribió para diferentes periódicos, como El Noticiero o La Defensa semanario del que llegó a ocupar el cargo de redactor jefe. Perteneciente a la Generación del 27 cultivó numerosos géneros literarios aunque destacó sobre todo gracias a sus obras poéticas.
Su obra, aunque pasó en cierto modo desapercibida en España fue muy elogiada en Hispanoamérica donde entre otras distinciones fue nombrado miembro de Honor de la Academia Hispanoamericana Zenith de Heredia.

## Obras
Novelas
- ¿Carnavalada? 1954
- La mujer y el ídolo 1955
- Amor y poesía 1955
- El muerto vivo y otros cuentos 1955
- Cuando duele el alma 1956
- Cuando el padre es padre 1956

Poesía
- Poesías 1927
- Rosas y espinas 1928
- Arpegios 1953-1954
- Lluvia de flores 1954
- Lluvia de espinas 1957
- Reflejos del alma 1959
- Flores de Andalucía 1960
- Flores de pasión 1961
- Jirones del alma 1962
- ¡Esa Torre de Babel...! 1963

Otros
- Mi suerte 1918
- La hora fatal de un poeta 1918
- Acotaciones de un bohemio 1960
- En 1954 se publicaron sus obras completas en el volumen primero de Palabras en el aire.